# Jul (album av Carola Søgaard)
Jul är ett julalbum av Carola Søgaard, släppt 1991..

## Låtlista
1. Jul, jul, strålande jul
2. Juletid (Mistletoe & Wine, duett med Christer Sjögren)
3. Betlehems stjärna (Gläns över sjö och strand)
4. O helga natt (Cantique de noël)
5. Stilla natt (Stille Nacht, heilige Nacht)
6. O Come All Ye Faithfull (Adeste Fideles)
7. Vår vackra vita vintervärld (Winter Wonderland) / Jingeling Tingeling
8. Jag drömmer om en jul hemma (White Christmas)
9. Nu tändas tusen juleljus
10. När det lider mot jul (Det strålar en stjärna)
11. Vem är barnet (What Child Is This?)
12. När juldagsmorgon glimmar (Wir hatten gebauet ein stattliches Haus)
13. God jul önskar vi er alla (We Wish You a Merry Christmas)

## Medverkande
- Peter Ljung – klaviatur
- Lasse Wellander – gitarr
- Hasse Rosén – gitarr
- Kjell Öhman – dragspel
- Sam Bengtsson – bas
- Johan Stengård – saxofon

## Listplaceringar
| Lista (1991–1992, 1996) | Topplacering |
| ----------------------- | ------------ |
| Sverige                 | 15           |